# Капітал. Критика політичної економії
Капітал. Критика політичної економії (нім. Das Kapital. Kritik der politischen Ökonomie) — одна з основних праць Карла Маркса, у якій аналізується та критикується капіталістичне суспільство. Книжка мала визначний вплив на робітничий рух в XX столітті.
Після десятиліть досліджень в економіці та написання різноманітних попередніх робіт (прим. Основи критики політичної економії, До критики політичної економії, Теорії доданої вартості) 1867 року було випущено перший том: Процес виробництва капіталу. Фрідріх Енгельс вже після смерті Маркса скомпонував рукописи останнього й видав два наступних томи, II: Процес циркуляції капіталу 1885 та III: Загальний процес капіталістичного виробництва 1895.
Номер 30 у Рейтингу 100 найкращих книг усіх часів журналу «Ньюсвік».

## Огляд
Перш за все, слід розрізняти три послідовних рукописи, написаних за планами, які змінюють структуру та визначення проблем, які досліджено в кожній наступній версії; та три редакції Капіталу.
Перший рукопис на економічну тему: Основи критики політичної економії (нім. Grundrisse der Kritik der politischen Ökonomie, 1857—1858). Був першим загальним нарисом запланованої праці, заснований на ідеї системного розвитку від абстрактних понять до конкретного, з прозорим поясненням виконаних кроків. Особливо це стосується поняття вартості, визначення ціни та собівартості виробництва, завдяки чому Маркс вивільнився з поняттєвого простору Рікардо. В цьому рукописі містилась лише частина більшої праці, яку запланував на цей час Маркс. Однак в ньому покривались, хоча і нерівномірно, частини майбутнього Капіталу, а другий та третій томи все ще перебували в зародковому стані. Роботу над ним було завершено в січні 1858 року.
Маркс одразу ж взявся за написання та друк До критики політичної економії (нім. Zur Kritik der politischen Ökonomie, 1859) яка згодом перетворилась на першу частину першого тому, присвячену основним категоріям товарів та грошам.
Того ж року, він окреслив нарис праці, яка б складалась з трьох томів, які ми знаємо зараз, та окреслив зміст розділів першого тому.
Другий рукопис на економічну тему (від грудня 1861 до липня 1863) містив:
- варіант першого тому (продовження До критики);
- варіант третього тому;
- Теорії доданої вартості, на яких було заплановано побудувати четвертий том, присвячений історії та критиці попередньої економічної теорії.

Цей рукопис містить новий та дуже докладний план першого та третього томів, написаних після Теорій в січні 1863 року, та відображає теоретичні вдосконалення, які вони містили, особливо поняття «капіталу взагалі», яке має основну роль в праці.
Третій рукопис на економічну тематику (1863—1865) являє собою нову, попередню чернетку, трьох томів. Він також містить важливий текст, який було заплановано розмістити в кінці першого тому, але його було вирішено пропустити. Він має назву «Глава 6. Наслідки безпосереднього процесу виробництва».
Також існують три редакції першого тому Капіталу. Перша редакція (1867) відрізняється від наступних відмінним змістом першої глави та наявністю «додатку» з альтернативним вмістом. Друга німецька редакція (1873) в якій перша глава основана на додатку попередньої редакції. Французька редакція (1872—1875) побачила світ в окремих випусках, перекладач Дж. Рой, відредагована Марксом, який скористався цією нагодою аби підправити текст в багатьох місцях.
Наступні редакції були підготовлені Енгельсом. Четверте видання, яке стало «канонічним текстом», в основному спирається на друге німецьке видання з деякими додатками, які Маркс написав для французького видання.

## Зміст

### Том I: Процес виробництва капіталу
Перший том містить наступні відділи:
- Відділ 1: Товар і гроші
- Відділ 2: Перетворення грошей на капітал
- Відділ 3: Продукція абсолютної доданої вартости
- Відділ 4: Продукція відносної доданої вартости
- Відділ 5: Продукція абсолютної і відносної доданої вартости
- Відділ 6: Заробітна плата
- Відділ 7: Процес акумуляції капіталу

### Том II: Процес циркуляції капіталу
Другий том містить наступні відділи:
- Відділ 1: Метаморфози капіталу та їх кругообіг
- Відділ 2: Обіг капіталу
- Відділ 3: Відтворення та циркуляція всього суспільного капіталу

### Том III: Сукупний процес капіталістичного виробництва
Третій том складається з двох частин, що містять наступні відділи:
- Частина перша
  - Відділ 1: Перетворення додаткової вартості в зиск і норми додаткової вартості в норму зиску
  - Відділ 2: Перетворення зиску в пересічний зиск
  - Відділ 3: Закон тенденції норми зиску до падіння
  - Відділ 4: Перетворення товарного капіталу і грошового капіталу в товарно-торговельний капітал і грошово-торговельний капітал (купецький капітал)
  - Відділ 5: Розпад зиску на процент і підприємницький дохід. Капітал, що дає процент
- Частина друга
  - Відділ 5 (продовження): Розпад зиску на процент і підприємницький дохід. Капітал, що дає процент
  - Відділ 6: Перетворення додаткової вартості в земельну ренту
  - Відділ 7: Доходи та їхні джерела

### Том IV: Теорії додаткової вартості
Четвертий том складається з трьох частин, що містять наступні розділи
- [Розділ перший] Сер Джеймс Стюарт
- [Розділ другий] Фізіократи
- [Розділ третій] Адам Сміт
- [Розділ четвертий] Теорії щодо продуктивної і непродуктивної праці

- [Розділ п'ятий] Неккер
- [Розділ шостий] Економічна таблиця Кене (відступ)
- [Розділ сьомий] Ленге
- [Розділ восьмий] Пан Родбертус. Нова теорія земельної ренти (відступ)
- [Розділ дев'ятий] Зауваження про історію відокремлення так званого Рікадорського закону земельної ренти. [Додаткові зауваження про Родбертуса] (відступ)
- [Розділ десятий] Теорія ціни витрат у Рікардо і Адама Сміта (спростування)
- [Розділ одинадцятий] Теорія ренти Рікардо
- [Розділ дванадцятий] Таблиця диференціальної ренти з поясненнями
- [Розділ тринадцятий] Теорія ренти Рікардо (закінчення)
- [Розділ чотирнадцятий] Теорія ренти А. Сміта
- [Розділ п'ятнадцятий] Рікардовська теорія додаткової вартості
- [Розділ шістнадцятий] Рікардовська теорія прибутку
- [Розділ сімнадцятий] Рікардовська теорія нагромадження. Критика її. Виведення криз з основної форми капіталу
- [Розділ вісімнадцятий] Різне у Рікардо. Джон Бартон
- [Розділ дев'ятнадцятий] Т. Р. Мальтус
- [Розділ двадцятий] Розклад Рікардовської школи
- [Розділ двадцять перший] Пролетарські противники політико-економів, які виходили з Рікардовської теорії
- [Розділ двадцять другий] Рамзей
- [Розділ двадцять третій] Шербюльє
- [Розділ двадцять четвертий] Річард Джонс

## Цитати з 1-го тому

### Передмови
Промислово розвиненіша країна показує менш розвиненій країні лише картину її власної будучини.
Діялектика в нього [ Геґеля ] стоїть на голові. Треба її повернути й поставити на ноги, щоб вилущити раціональне ядро з містичної шкаралупи.

### Відділ перший. Товар і гроші
Отже, праця не є однісіньке джерело продукованих нею споживчих вартостей, речового багатства. Праця є його батько, як каже Вільям Петті, а земля — його матір.
…таємність товарової форми є попросту в тому, що форма ця відбиває людям суспільний характер їхньої власної праці як предметний характер самих продуктів праці, як суспільні природні властивості цих речей; тим то й суспільне відношення продуцентів всієї сукупної праці вона відбиває як суспільне відношення предметів, яке існує поза ними.
Вони несвідомі цього, але вони це роблять.
Величини вартостей змінюються постійно незалежно від волі, передбачення й діяльности осіб, що обмінюють продукти. Власний суспільний рух цих осіб має в їхніх очах форму руху речей, під контролем якого вони стоять замість самим його контролювати.
Формули, на чолі яких понаписувано, що вони належать до такої суспільної формації, де процес продукції панує над людьми, а не людина над процесом продукції, — буржуазна свідомість цієї формації вважає за таку саму самозрозумілу природну доконечність, як і саму продуктивну працю. Тому вона з передбуржуазними формами суспільно-продукційного організму поводиться приблизно так само, як отці церкви з передхристиянськими релігіями.

### Відділ другий. Перетворення грошей на капітал
…для перетворення грошей на капітал, посідач грошей мусить знайти на товаровому ринку вільного робітника, вільного в двоякому розумінні: щоб він, з одного боку, як вільна особа порядкував своєю робочою силою як своїм товаром, і щоб, з другого боку, в нього не було на продаж ніяких інших товарів, щоб був він гольцем голий, позбавлений усіх речей, потрібних для здійснення його робочої сили.

### Відділ третій. Продукція абсолютної додаткової вартости
Павук виконує операції, що подібні до операцій ткача, а бджола будовою своїх воскових комірочок засоромить не одного архітектора-людину. Але найгіршого архітектора від найкращої бджоли з самого ж початку відрізняє те, що він, раніш ніж збудувати комірочку з воску, вже збудував її у своїй голові. Наприкінці процесу праці виходить такий результат, який на початку цього процесу вже існував у уяві робітника, отже, вже існував ідеально.
У капіталіста є свій власний погляд на цю ultima Thule, доконечну межу робочого дня. Як капіталіст він є лише персоніфікований капітал. Його душа — душа капіталу. Але капітал має одним-однісіньке життєве прагнення — прагнення самозростати, утворювати додаткову вартість, вбирати своєю сталою частиною, засобами продукції, якомога більшу кількість додаткової праці. Капітал є вмерла праця, що, як вампір, оживає, лише вбираючи в себе живу працю, і то довше живе, що більше вона її вбирає. Час, протягом якого робітник працює, — це є той час, протягом якого капіталіст споживає куплену ним робочу силу. Коли робітник споживає для себе самого той час, що ним він порядкує, то він обкрадає капіталіста.
В сутичці поміж рівними правами вирішує сила.
Установлення нормального робочого дня є результат багатовікової боротьби між капіталістом і робітником.

### Відділ четвертий. Продукція відносної додаткової вартості
Абсолютна вартість товару для капіталіста, що його продукує, сама по собі байдужа. Капіталіста цікавить лише додаткова вартість, що міститься в товарі й що її можна реалізувати в продажі.
…поділ праці захоплює поряд економічної сфери усякі інші сфери суспільства та всюди закладає основу тому розвиткові професіоналізму, спеціялізації, тій парцеляції людини, яка примусила вже А. Ферґюсона, вчителя Адама Сміса, вигукнути: «Ми є нація гелотів, і немає серед нас вільних людей».
Довічна спеціяльність орудувати частинним знаряддям стає довічною спеціяльністю служити частинній машині. Машинами зловживають, щоб самого робітника від дитячих років перетворювати на частину частинної машини. Таким чином не тільки значно зменшуються витрати, потрібні для його власної репродукції, але й одночасно завершується його безпорадна залежність від фабрики, як цілости, отже, від капіталіста. … В мануфактурі і в реместві знаряддя служить робітникові, на фабриці робітник служить машині. Там рух знаряддя праці виходить від нього, тут — він має йти за його рухом. У мануфактурі робітники є члени живого механізму. На фабриці існує мертвий механізм незалежно від них, а їх додають до нього як живі додатки.

### Відділ п'ятий. Продукція абсолютної і відносної додаткової вартости
Продуктивні сили праці, зумовлені природою, так само як і історично розвинені, суспільні продуктивні сили, видаються продуктивними силами капіталу, що до нього долучено працю.
У капіталістичному суспільстві вільний час однієї кляси створюється перетворенням усього життя мас на робочий час.
Таємниця самозростання капіталу роз'яснюється тим, що капітал порядкує певною кількістю неоплаченої чужої праці.

### Відділ шостий. Заробітна плата
При панщині праця кріпака на себе самого та його примусова праця на пана відрізняються цілком виразно, відрізняються щодо місця й часу. При рабській праці навіть та частина робочого дня, що протягом неї раб покриває тільки вартість своїх власних засобів існування, отже, коли він фактично працює на себе самого, здається працею на його пана. Вся його праця здається неоплаченою працею. Навпаки, при найманій праці навіть додаткова праця або неоплачена праця здається оплаченою. Там відношення власності приховує працю раба на себе самого, тут грошове відношення приховує дармову працю найманого робітника.

### Відділ сьомий. Процес акумуляції капіталу
Римський раб був прикований кайданами, а найманий робітник прив'язаний незримими нитками до свого власника. Видимість його незалежности підтримує постійна зміна індивідуальних панів-наймачів і юридична фікція контракту.
Вживання додаткової вартости як капіталу або зворотне перетворення додаткової вартости на капітал, називається акумуляцією капіталу.
…рушійним мотивом його [капіталіста] діяльности є не споживна вартість і не споживання, а мінова вартість та її збільшення. Як фанатик зростання вартости, вів нещадно примушує людство до продукції задля продукції, отже, до розвитку суспільних продуктивних сил і до створення тих матеріяльних умов продукції, які тільки й можуть становити реальну базу вищої суспільної форми, що її основний принцип є повний і вільний розвиток кожного індивіда. Лише як персоніфікація капіталу капіталіст є респектабельний. У цій ролі він так само, як і збирач скарбів, пройнятий жагою абсолютного збагачування. Але те, що в збирача скарбів становить індивідуальну манію, у капіталіста є діяння суспільного механізму, у якому він є лише одне колесо. Крім того, розвиток капіталістичної продукції робить доконечним невпинне збільшення капіталу, вкладеного в промислове підприємство, а конкуренція накидає кожному індивідуальному капіталістові іманентні закони капіталістичного способу продукції як зовнішні примусові закони. Конкуренція примушує його невпинно збільшувати свій капітал, щоб зберегти його, а збільшувати його він може лише за допомогою прогресивної акумуляції.
Акумуляція задля акумуляції, продукція задля продукції — в цій формулі клясична політична економія висловила історичну місію буржуазного періоду.
…закон капіталістичної акумуляції, змістифікований на закон природи, в дійсності виражав лише те, що природа акумуляції виключає всяке таке зменшення ступеня експлуатації праці або всяке таке підвищення ціни праці, яке серйозно могло б загрожувати постійній репродукції капіталістичного відношення й репродукції його в щораз ширшому масштабі. Інакше й не може бути за такого способу продукції, коли робітник існує для потреб збільшення наявних вартостей замість, навпаки, речовому багатству існувати для потреб розвитку робітника. Як у релігії людину опановує витвір її власної голови, так за капіталістичної продукції її опановує витвір її власної руки.
…в міру того, як акумулюється капітал, становище робітника мусить гіршати, хоч яка б була його плата — висока чи низька. Нарешті, той закон, що завжди тримає відносне перелюднення, або промислову резервну армію, в рівновазі з розмірами й енерґією акумуляції, приковує робітника до капіталу міцніше, аніж молот Гефеста прикував Прометея до скелі. Цей закон зумовлює акумуляцію злиднів, що відповідає акумуляції капіталу. Отже, акумуляція багатства на одному полюсі є разом з тим акумуляція злиднів, мук праці, рабства, неуцтва, здичавіння й моральної деґрадації на протилежному полюсі, тобто на боці тієї кляси, що продукує свій власний продукт як капітал.
Дивовижна річ ця капіталістична справедливість! Землевласник, домовласник, комерсант, коли в нього що експропріюють задля «поліпшень», як от будова залізниць, будова нових вулиць і т. д., не тільки дістає повне відшкодування. За своє вимушене «зречення» він, крім того, мусить за божими й людськими законами мати як нагороду ще й не абиякий зиск. А робітників з дружинами, дітьми й пожитками викидають на брук, і якщо вони занадто великими масами ринуть до міських кварталів, в яких муніципалітет особливо стежить за добропристойністю, то їх переслідує санітарна поліція!.
Відкриття копалень золота й срібла в Америці, винищення, поневолення й поховання живцем тубільної людности в копальнях, розпочате завоювання й розграбовування Східньої Індії, перетворення Африки на загороду для комерційного полювання на чорношкірих — така була світова зоря капіталістичної ери продукції. Оці ідилічні процеси є головні моменти первісної акумуляції капіталу. За ними слідом іде торговельна війна європейських націй, арена її — ціла земна куля. Ця війна починається відпадом Нідерляндії від Еспанії, набирає велетенських розмірів в англійській антиякобінській війні й ще тепер триває у війнах проти Китаю за опій і т. ін..
Різні моменти первісної акумуляції капіталу розподіляються тепер у більш-менш хронологічному порядку між різними країнами, головним чином між Еспанією, Портуґалією, Голляндією, Францією та Англією. В Англії наприкінці XVII століття вони систематично об'єднуються в колоніяльну систему, систему державних позик, сучасну податкову систему й систему протекціонізму. Ці методи ґрунтуються почасти на найбрутальнішому насильстві, наприклад, на колоніяльній системі. Але всі вони використовували державну владу, концентроване й організоване насильство суспільства, щоб надзвичайно прискорити процес перетворення февдального способу продукції на капіталістичний спосіб продукції і скоротити його переходові стадії. Насильство — це є повитуха кожного старого суспільства, вагітного новим. Саме насильство є економічний фактор. Про християнську колоніяльну систему В. Гавітт, людина, що робить з християнства свою спеціяльність, каже ось що: «Варварство й нечестиві жорстокі вчинки так званих християнських рас, по всіх частинах світу й проти всіх народів, що їх вони мали змогу підкорити, не находять собі жодної паралелі ані в одній добі світової історії, ані в якої раси, хоч би яка вона була дика, темна, немилосерда й безсоромна».
Бавовняна промисловість, завівши в Англії рабство дітей, дала разом з тим поштовх до перетворення рабовласницького господарства Сполучених Штатів, доти більш або менш патріярхального, на комерційну систему експлуатації. Взагалі приховане рабство найманих робітників в Європі потребувало, як основи, рабства sans phrase [попросту] у Новому Світі.
На що ж сходить первісна акумуляція капіталу, тобто його історична генеза? Оскільки вона не є безпосереднє перетворення рабів і кріпаків на найманих робітників, отже, не є проста зміна форми, вона означає лише експропріяцію безпосередніх продуцентів, тобто розклад приватної власности, основаної на власній праці. Приватна власність, як протилежність до суспільної, колективної власности, існує лише там, де засоби праці й зовнішні умови праці належать приватним особам. Але залежно від того, чи є ці приватні особи робітники або неробітники, змінюється й характер самої приватної власности. Безмежна різноманітність відтінків, які вона являє на перший погляд, відбивають лише проміжні стани, що лежать між обома цими крайностями.
Примітка 250: «Капітал, — каже „Quarterly Reviewer“, — уникає заколотів і сварок і з природи своєї боязкий. Це цілковита правда, алеж не вся правда. Капітал боїться відсутности зиску або дуже малого зиску, як природа боїться порожнечі. При відповідному зиску капітал стає відважним. При певних 10 процентах його можна вживати повсюди; при 20 процентах він стає жвавим; при 50 процентах він абсолютно готовий ризикувати; за 100 процентів він топче ногами всі людські закони; 300 процентів — і немає такого злочину, що на нього він не ризикнув би, навіть під загрозою шибениці. Коли заколоти й сварки дають зиск, він заохочує і до заколотів і до сварок. Докази — контрабанда і торговля рабами». (T. J. Dunning: «Trade-Unions and Strikes», London 1860, p. 36).
Капіталістичний спосіб присвоєння, що випливає з капіталістичного способу продукції, а тому й капіталістична власність є перше заперечення індивідуальної приватної власности, основаної на власній праці. Але капіталістична продукція з доконечністю природного процесу породжує заперечення самої себе. Це є заперечення заперечення. Воно відбудовує не приватну власність, а індивідуальну власність на основі завоювань капіталістичної ери, на основі кооперації і спільного володіння землею й засобами продукції, спродукованих самою ж працею. Перетворення роздрібненої приватної власности, основаної на власній праці індивідуумів, на капіталістичну власність, є, звичайно, процес куди довший, тяжчий і важчий, аніж перетворення капіталістичної власности, фактично вже основаної на суспільній продукції, на суспільну власність. Там ішлося про експропріяцію народньої маси небагатьма узурпаторами, тут ідеться про експропріяцію небагатьох узурпаторів народньою масою.
Велика принадність капіталістичної продукції в тому, що вона не лише постійно репродукує найманого робітника як найманого робітника, але й пропорційно до акумуляції капіталу завжди продукує відносне перелюднення найманих робітників. Таким чином закон попиту й подання праці утримується в належній колії, коливання заробітної плати вганяється у межі, вигідні для капіталістичної експлуатації, і, нарешті, ґарантується стільки доконечну соціяльну залежність робітника від капіталіста, те відношення абсолютної залежности, що його політико-економ може у себе дома, в метрополії, пишномовно перебріхувати на вільне договірне відношення між покупцем і продавцем, між двома однаково незалежними посідачами товарів, посідачем товару капітал і посідачем товару праця.

## Видання українською
Твори Карла Маркса в українському перекладі вперше з'явилися наприкінці 1870-х років. Зокрема, Іван Франко 1879 року переклав українською 24-й розділ «Так звана первісна акумуляція» з 1-го тому «Капіталу», але не зміг його опублікувати. У 1890-х роках кілька україномовних перекладів праць Маркса з'явилися у Галичині.
У повному обсязі «Капітал» було перекладено українською мовою лише у XX столітті. 1-й том («Процес виробництва капіталу») у перекладі українською мовою Андрія Річицького та Володимира Щербаненка було надруковано 1927 року в Харкові «Державним видавництвом України». Друге видання того самого перекладу 1-го тому вийшло друком 1929 року. У 1933 році на відзначенні п'ятдесятиріччя з дня смерті Карла Маркса у Харкові у видавництві Партвидав «Пролетар» було здійснене третє видання І тому «Капіталу» в перекладі Д. Рабіновича та С. Трикоза, які переклали назву як «Процес продукції капіталу».
2-й том Капіталу українською мовою («Процес циркуляції капіталу») вийшов друком лише 1932 року у Харкові у видавництві «Пролетар».
1929 року у видавництві «Пролетарій» видано українською мовою 1-шу частину 3-го тому («Сукупний процес капіталістичного виробництва»), а у 1930 року — 2-гу частину. 1936 року в Києві у видавництві «Партвидав ЦК КП(б)У» вдруге вийшов друком 3-й том в перекладі за редакції Д. Рабіновича.
У 1954 році перші 3 частини Капіталу перевидали у київському видавництві "Політвидав" у перекладі І. Степанової-Скворцової.
4-й том «Капіталу» під назвою «Теорії додаткової вартості» вперше було перекладено українською мовою (з російської) та видано трьома частинами у 1956, 1960 і 1964.
У рамках канонічної радянської інтерпретації марксизму 1985 року було завершене україномовне видання творів Маркса та Енґельса в 50-ти томах. Усі чотири томи «Капіталу» були надруковані в томах 23—26 цієї серії у новому перекладі з російської, погодженому, виправленому та доповненому Інститутом марксизму-ленінізму при ЦК КПРС.
Варто зазначити, що твори Маркса у перекладі українською А. Річицького також видавалися закордоном. Зокрема,  протягом 1920-х років товариством «Космос» у Берліні та Робітничо-Фермерським видавничим товариством у Вінніпезі.

### Список українських видань
Том 1 «Процес виробництва капіталу»
- Карл Маркс. Капітал. Процес утворення капіталу. Том I. Книга I. Переклад з російської: Андрій Річицький (переклад з 4-го російського видання, редагованого Шевердіном, з передмовою автора. В загальноприступній обробці Юлія Борхардта). Харків: ДВУ, 1925 . 704  стор.
- Карл Маркс. Капітал. Процес продукції капіталу. Том I. Книга I. Переклад з німецької: ? (переклад з 7-го німецького видання 1914 року). Вінніпеґ: Накладом Робітничо-Фермерського видавничого товариства, 1927. 470 стор.
- Карл Маркс. Капітал. Процес виробництва капіталу. Том I. Книга I. Переклад з німецької: Андрій Річицький та Володимир Щербаненко. Харків: ДВУ, 1927. ? стор.
  - (2-ге видання) Карл Маркс. Капітал. Процес виробництва капіталу. Том I. Книга I. Переклад з німецької: Андрій Річицький та Володимир Щербаненко. Харків: ДВУ, 1929. ? стор.
  - (3-тє видання) Карл Маркс. Капітал. Процес продукції капіталу. Том I. Книга I. Переклад з німецької: Д. Рабінович та С. Трикоза. Київ: Партвидав ЦК КП(б)У, 1933. 840 стор.
  - (4-те видання, перевірене і виправлене) Карл Маркс. Капітал. Процес виробництва капіталу. Том I. Книга I. Переклад з російської: І. Степанова-Скворцова. Київ: Політвидав УРСР, 1952. 790 стор. (додатковий наклад у 1954 році)

Том 2 «Процес циркуляції капіталу»
- Карл Маркс. Капітал. Процес циркуляції капіталу. Том II. Книга 2. Переклад з німецької: Д. Рабінович. Київ: Партвидав "Пролетар", 1932. 434 стор.
  - (2-ге видання, перевірене і виправлене) Карл Маркс. Капітал.  Процес обігу капіталу. Том II. Книга II. Переклад з російської: І. Степанова-Скворцова. Київ: Політвидав, 1952. Політвидав УРСР. 515 стор. (додатковий наклад у 1954 році)

Том 3 «Сукупний процес капіталістичного виробництва»
- Карл Маркс. Капітал. Процес капіталістичної продукції як цілість. Том III. Ч. I. Кн. III. Переклад з німецької: ?. Харків: Пролетар, 1929. ? стор.
- Карл Маркс. Капітал. Процес капіталістичної продукції в цілому. Том III. Ч. II. Кн. III. Переклад з німецької: Д. Рабінович, С. Трикоза та В. Щербаненко. Харків: ДВУ, 1930. 284 стор.
  - (2-ге видання) Карл Маркс. Капітал. Сукупний процес капіталістичного виробництва. Том III. Ч. I. Кн. III. Переклад з німецької: Д. Рабінович. Київ: Партвидав ЦК КП(б)У, 1936. 446 стор.
  - (2-ге видання) Карл Маркс. Капітал. Сукупний процес капіталістичного виробництва. Том III. Ч. II. Кн. III. Переклад з німецької: Д. Рабінович. Київ: Партвидав ЦК КП(б)У, 1936. ? стор.
  - (3-тє видання, перевірене і виправлене) Карл Маркс. Капітал. Процес капіталістичного виробництва, взятий в цілому. Том III. Частина перша і друга. Книга III. Переклад з російської: І. Степанова-Скворцова. Київ: Політвидав УРСР, 1952. 926 стор. (додатковий наклад у 1954 році)

Том 4 «Теорії додаткової вартості»
- Карл Маркс. Теорії додаткової вартості (IV том «Капіталу»). Частина I. Переклад з російської: ?. Київ: Державне видавництво політичної літератури УРСР, 1956. 437 стор.
- Карл Маркс. Теорії додаткової вартості (IV том «Капіталу»). Частина II. Переклад з російської: ?. Київ: Державне видавництво політичної літератури УРСР, 1960. 640 стор.
- Карл Маркс. Теорії додаткової вартості (IV том «Капіталу»). Частина III. Переклад з російської: ?. Київ: Державне видавництво політичної літератури УРСР, 1964. 560 стор.

Всі 4 томи разом у серії «К. Маркс та Ф. Енгельс. Твори у 50-ти томах.»
- К. Маркс і Ф. Енгельс. Повне зібрання творів. 50 тт. Київ, 1958-1985. (переклад з 2-го російського видання]
  - Т. 23. -- 1965. -- 847 с. : іл. (Капітал. Критика політичної економії Том I, стор. 1-784)
  - Т. 24. -- 1964. -- 598 с. : іл. (Капітал. Критика політичної економії Том II, стор. 1-596)
  - Т. 25, ч. 1. -- 1963. -- 507 с. : іл. (Капітал. Критика політичної економії Том III, Частина I. стор. 1-505)
  - Т. 25, ч. 2. -- 1965. -- 511 с. : іл. (Капітал. Критика політичної економії Том III, Частина II. стор. 1-486)
  - Т. 26, ч. 1. -- 1965. -- 447 с. (Капітал. Критика політичної економії Том IV, Частина I стор. 1-426)
  - Т. 26, ч. 2. -- 1967. -- 663 с. (Капітал. Критика політичної економії Том IV, Частина II. стор. 1-658)
  - Т. 26, ч. 3. -- 1967. -- ? с. (Капітал. Критика політичної економії Том IV, Частина III. стор. 1-568.)

## Критика марксизму
Багато економістів та істориків, які аналізували спадщину Маркса у галузі економіки, вважають наукову значущість його робіт невисокою. На думку Пола Семюельсона (1915-2009), видного американського економіста, лауреата премії з економіки пам'яті Альфреда Нобеля, «з точки зору вкладу в суто економічну теоретичну науку Карла Маркса можна розглядати як дрібного економіста пост-рікардіанської школи». Французький економіст Жак Атталі у своїй книзі «Карл Маркс: Світовий дух» вказує, що «Джон Мейнард Кейнс вважав „Капітал“ Маркса застарілим підручником з економіки, не лише помилковим з економічного погляду, а й позбавленим інтересу та практичного застосування у сучасному світі». Сам Атталі, який симпатизує Марксу й пропагує його вчення, проте вважає, що Маркс так і не зміг довести ключових положень своєї економічної теорії: трудову теорію вартості, теорію додаткової вартості та «Закон зниження норми прибутку» за капіталізму, хоча й наполегливо намагався це зробити, протягом 20 років збираючи економічну статистику та вивчаючи алгебру. Таким чином, на думку Атталі, ці ключові положення його економічної теорії і залишилися недоведеними гіпотезами. Тим часом, саме ці гіпотези були наріжними каменями не тільки марксистської політекономії, а й марксистської класової теорії, а також марксистської критики капіталізму: за Марксом експлуатація робітників полягає в тому, що капіталісти надають додаткову вартість, створену робітниками.

Стенфордська філософська енциклопедія у статті «Карл Маркс» також вважає, що висновки про норму прибутку, зроблені Марксом на основі його теорії додаткової вартості, «не лише помилкові емпірично, а й неприйнятні теоретично». Далі стаття містить критику трудової теорії вартості у такій формі:
Твердження Маркса про те, що тільки праця може створювати додаткову вартість, не ґрунтується на будь-якій аргументації чи аналізі, і можна стверджувати, є просто елементом (артефактом) його уявлень. Будь-який товар можна було вибрати на таку роль. Отже, з рівною основою можна було б викласти кукурудзяну теорію вартості, стверджуючи, що кукурудза має унікальну силу створення більшої вартості, ніж вона коштує. Формально вона буде ідентична трудовій теорії вартості.

Стенфордська філософська енциклопедія
Хоча Маркс у першому томі «Капіталу» досить докладно доводить, чому праця не є товаром, що товаром є робоча сила, й що цей специфічний товар має принципові відмінності для потреб виробництва, порівняно з будь-яким іншим товаром — усі товари лише переносять свою вартість на кінцевий продукт, а товар «робоча сила» цього робить, зате створює нову вартість.
Критика теорії трудової вартості міститься й у підручниках з історії економічної думки.
Деякі автори вказували на розпливчастість, неясність і неконкретність формулювань Маркса, які схожі не так на економічні, як на філософські висновки (Маркс за освітою був юристом й філософом). Жак Атталі вважає, що багато економічних постулати (теза про фетишизації грошей при капіталізмі, про відчуження праці, тезу про капітал як про мертву працю-вампір, що висмоктує живу працю і т. д.) він виводив не з об'єктивної реальності чи фактів, а з своїх особистих відчуттів та комплексів.
Сам Маркс невисоко оцінював свій внесок у економічну науку, на відміну свого вкладу у сфері соціальної теорії.
Існує погляд, що марксистська політекономія, вірніше, та її частина, яка була привнесена самим Марксом, не є традиційною економічною наукою, а є самостійним філософським відгалуженням політичної економії.
Нищівної критики марксизм зазнав з боку представників Австрійської школи економіки. 
Ойґен фон Бем-Баверк про марксизм:
… своєрідна теоретична творчість являла собою майстерно задуманий, з незліченними поверхами думок, зведеними за допомогою казкової сили до комбінування, утримуваний за допомогою гідної здивування сили думки, але – картковий будинок.
Людвіг фон Мізес у своїх роботах так висловлювався про марксизм:
Невблаганний догматизм, який є властивим релігійним групам і марксизму, призводить лише до невирішуваних конфліктів.("Людська діяльність") 
Головна помилка [пояснень Маркса] в тому, що буржуазія розглядається як однорідний клас, інтереси всіх членів якого збігаються. ("Людська діяльність")
Твердження про те, що інтереси всіх пролетарів вимагають заміни капіталізму соціалізмом, є довільним постулатом Маркса. ("Людська діяльність")

Нацисти відкидають марксизм не тому, що він націлений на побудову соціалізму, а тому, що, за їхніми словами, він орієнтований на інтернаціоналізм. Так само багато християнських авторів відкидають більшовизм тільки тому, що він проводить антихристиянську політику. ("Всемогутня держава")

## Значення
2013 року ЮНЕСКО внесло «Капітал», а також «Маніфест комуністичної партії», до списку документальної спадщини як твори всесвітнього значення і неабиякої загальної цінності.